# Maddalena (Genua)
Maddalena (Ligurisch: Madænn-a) is een historische wijk in de Italiaanse stad Genua. Het is een van de oude sestieri, en nog steeds een van de quarteri in de huidige stad. De centrumwijk heeft ongeveer 5.500 inwoners op een oppervlakte van 0,27 km². De wijk maakt samen met de wijken Prè, Molo, Oregina, Lagaccio, San Nicola, Castelletto, Manin, San Vincenzo en Carignano het stadsdeel Municipio I (Centro Est) uit.
De wijk Maddalena is sinds de 12e eeuw vernoemd naar de kerk Chiesa di Santa Maria Maddalena. De kerk zelf dateert uit de 17e eeuw, maar daarvoor was er al in de 12e eeuw een kapel met dezelfde naam.
De wijk ligt in het oude centrum van Genua, tussen de wijken Prè en Molo direct aansluitend aan de oude haven, begrensd door het Piazza Banchi in het zuidoosten en de Via Lomellini in het noordwesten. Een karakteristiek kenmerk van deze wijk is het dichte raster van steegjes dicht bij de Via della Maddalena en de Via San Luca, richting Via Garibaldi, de 16e-eeuwse "Strada Nuova" ("nieuwe straat"), met de Palazzi dei Rolli, de luxueuze paleizen van de oligarchische families van de Republiek van Genua.
Aan de oude haven bevindt zich het Piazza Caricamento, een groot plein tegenover de oude haven. Aan de stadskant liggen onder meer de oude palazzata di Sottoripa met de Morchitoren. Aan de havenkant werd in 1992 het Aquarium van Genua gebouwd en recenter nog uitgebreid.